# Ulrich Riegel
Ulrich Riegel (* 1966 in Ochsenfurt) ist ein deutscher katholischer Theologe. Riegel ist seit Dezember 2008 Professor für Praktische Theologie und Religionspädagogik an der Universität Siegen.

## Leben
Riegel studierte katholische Theologie sowie Mathematik und katholische Theologie für das Lehramt an Gymnasien an der Julius-Maximilians-Universität in Würzburg und der Päpstlichen Universität Gregoriana in Rom. Nach erfolgreichem Abschluss absolvierte er ein Referendariat am Wirsberg-Gymnasium in Würzburg und am Theresien-Gymnasium in Ansbach.
Von 1998 bis 2000 erhielt er ein Stipendium im Graduiertenkolleg „Geschlechterdifferenz in religiösen Symbolsystemen“ an der Würzburger Universität. 2003 promovierte Riegel am Lehrstuhl für Religionspädagogik der Universität Würzburg mit der Dissertation Gott und Gender. Eine empirisch-religionspädagogische Untersuchung nach Geschlechtsvorstellungen in Gotteskonzepten zum Doktor der Theologie.
Bis 2008 war er Wissenschaftlicher Mitarbeiter und Akademischer Rat am Lehrstuhl für Religionspädagogik der Universität Würzburg. Im Dezember 2008 übernahm er eine Professur für Praktische Theologie und Religionspädagogik an der Universität Siegen. Von April 2010 bis Mai 2014 war er Vorsitzender des Zentrums für Lehrerbildung und Bildungsforschung an der Siegener Universität.
Riegel ist Mitglied in der Arbeitsgemeinschaft Katholische Religionspädagogik und Katechetik, seit Januar 2017 deren Sprecher der Sektion Didaktik, sowie der International Academy of Practical Theology (IAPT) und der European Association for Research on Learning and Instruction (EARLI). Er ist Autor und Herausgeber zahlreicher Fachveröffentlichungen.

## Veröffentlichungen (Auswahl)

### Autor
- Gott und Gender. Eine empirisch-religionspädagogische Untersuchung nach Geschlechtsvorstellungen in Gotteskonzepten. (Dissertationsschrift), Lit, Münster 2004, ISBN 978-3-8258-7559-6.
- Letzte Sicherheiten. Eine empirische Untersuchung zu Weltbildern Jugendlicher. (mit Hans-Georg Ziebertz), Kaiser, Gütersloh 2008, ISBN 978-3-579-05741-5.
- Religionsunterricht planen. Ein didaktisch-methodischer Leitfaden für die Planung einer Unterrichtsstunde. Kohlhammer, Stuttgart 2010, ISBN 978-3-17-023160-3.
- Als wir barfuß über den Boden Gottes laufen konnten. Eine empirische Pilotstudie zum leiblichen Lernen im Religionsunterricht der Grundschule. (mit Michael Fricke), Vandenhoeck & Ruprecht, Göttingen 2011, ISBN 978-3-525-70200-0.
- Wie Religion in Zukunft unterrichten? Zum Konfessionsbezug des Religionsunterrichts von (über-)morgen. Kohlhammer, Stuttgart 2018, ISBN 978-3-17-034463-1.

### Herausgeber
- How Teachers in Europe Teach Religion. An International Empirical Study in 16 Countries. Lit, Münster 2009, ISBN 978-3-643-10043-6.
- Der Humanist als Reformator. Über Leben, Werk und Wirkung Philipp Melanchthons. Evangelische Verlagsanstalt, Leipzig 2011, ISBN 978-3-374-02887-0.
- Mir würde das auch gefallen, wenn er mir helfen würde. Baustelle Gottesbild im Kindes- und Jugendalter. Calwer Verlag, Stuttgart 2011, ISBN 978-3-7668-4194-0.
- Alltagsgeschichte im Religionsunterricht. Kirchengeschichtliche Studien und religionsdidaktische Perspektiven. Kohlhammer, Stuttgart 2013, ISBN 978-3-17-027104-3.
- Religious experience and experiencing religion in religious education. Waxmann, Münster / New York 2018, ISBN 978-3-8309-3795-1.